# Gouw (NSDAP)

Duitse deelstaten van vóór de gouwstructuur, 1919–1937

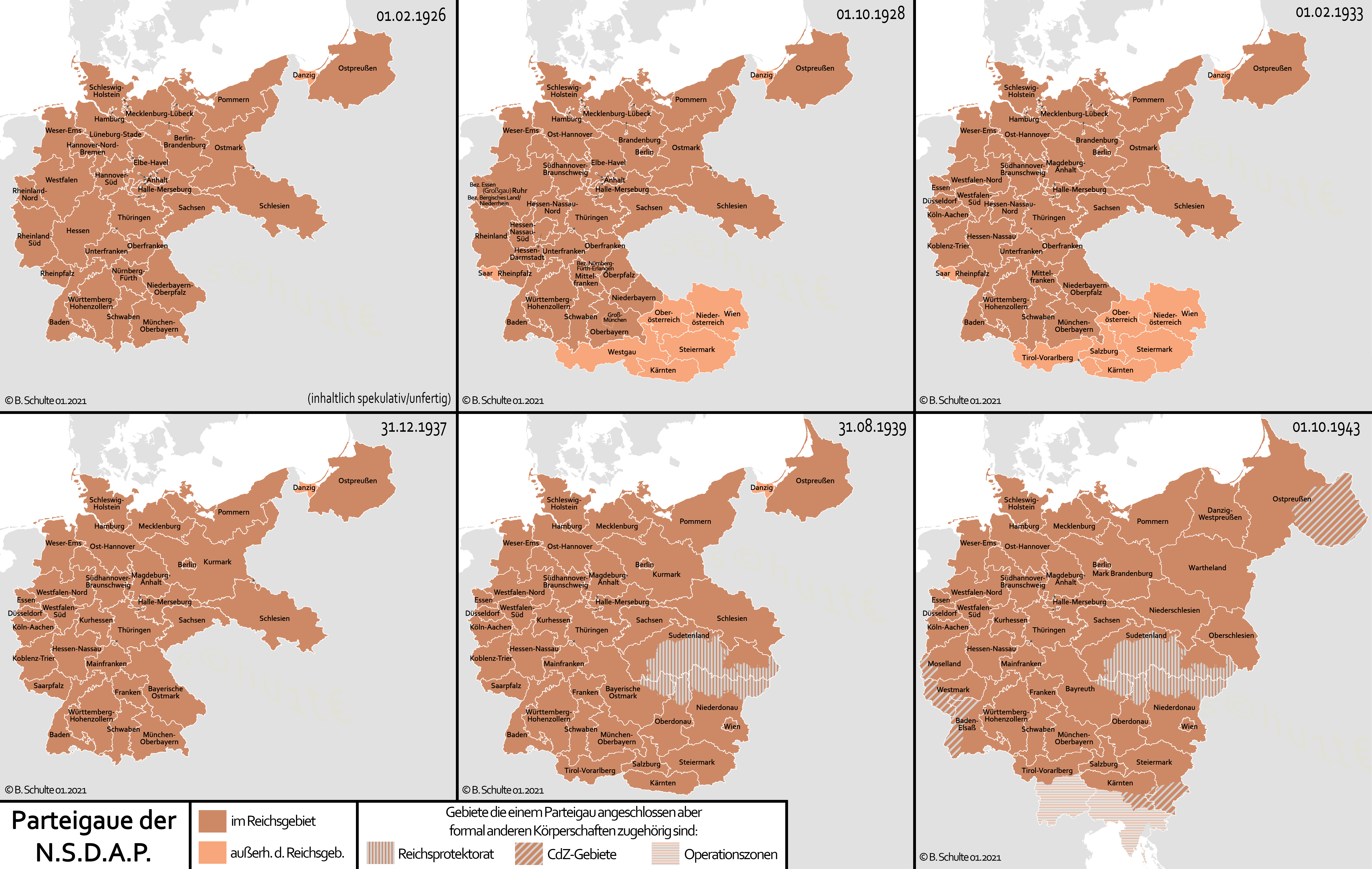
NSDAP-gouwen in 1926, 1928, 1933 en 1937

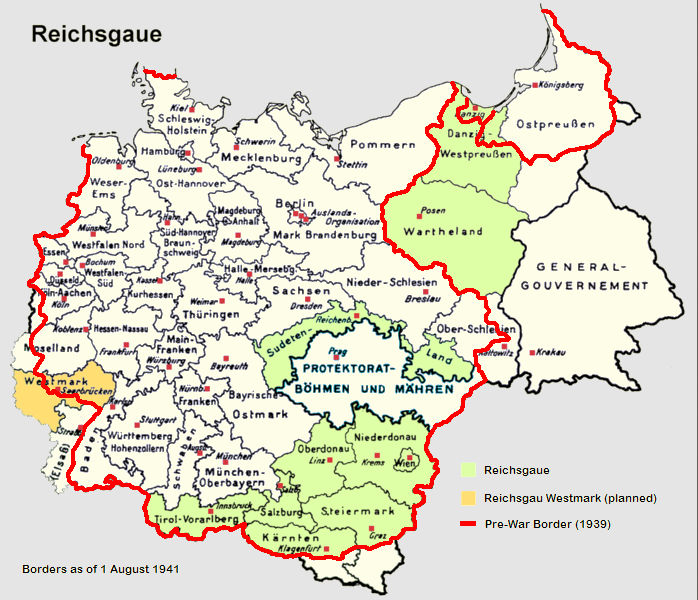
Gouwen (grijs) en rijksgouwen (groen) in 1941

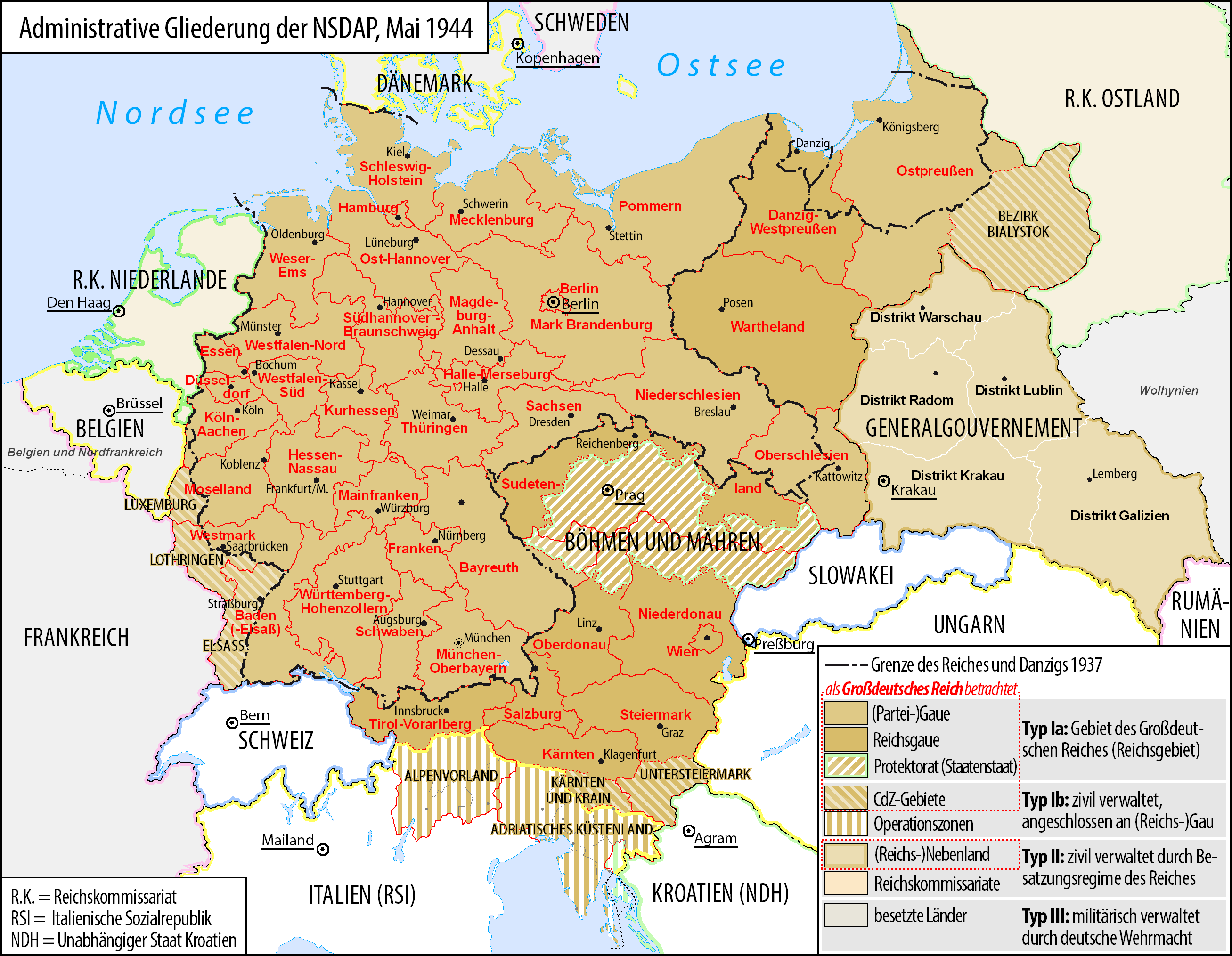
De NSDAP-gouwen in 1944

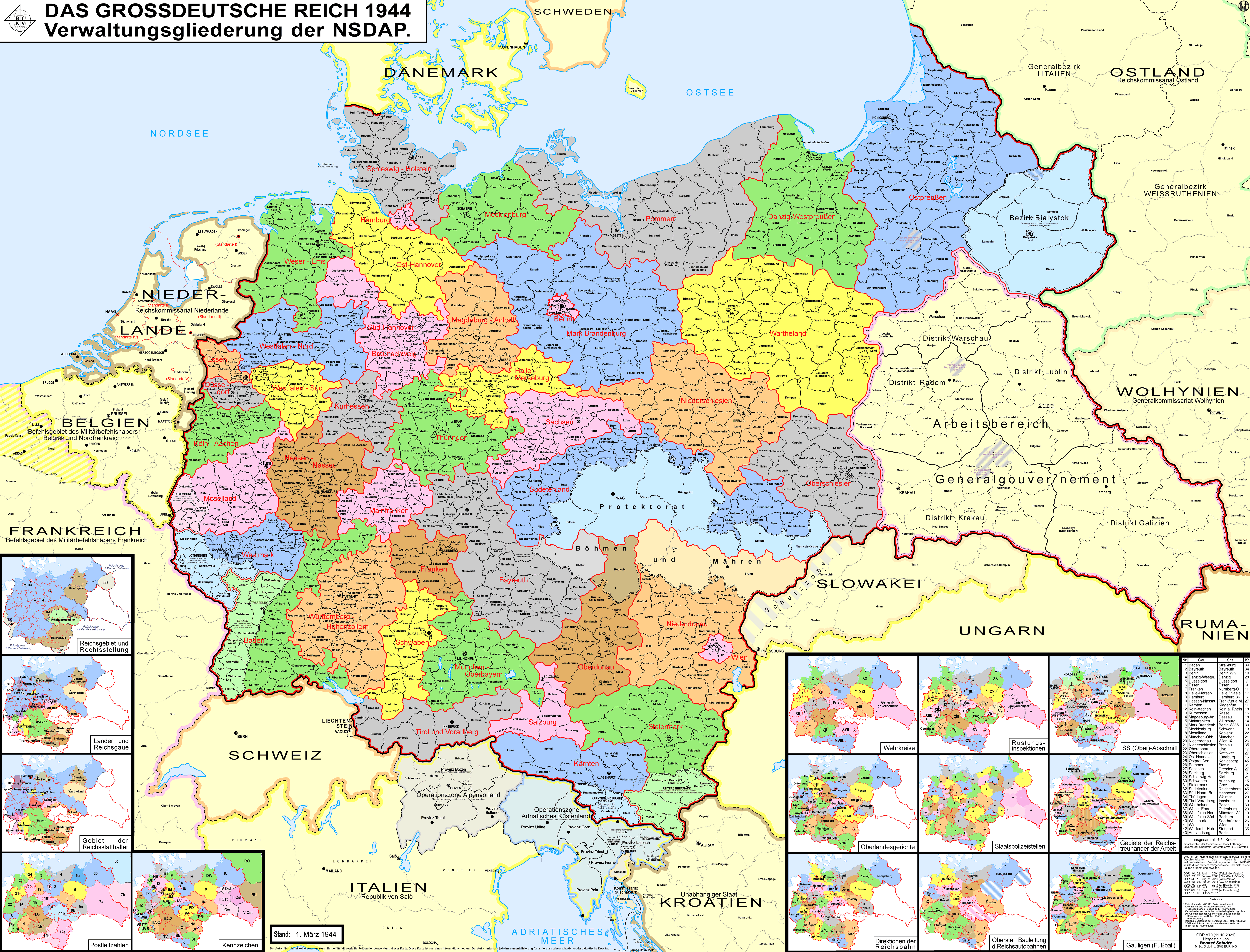
De NSDAP-gouwen in 1944

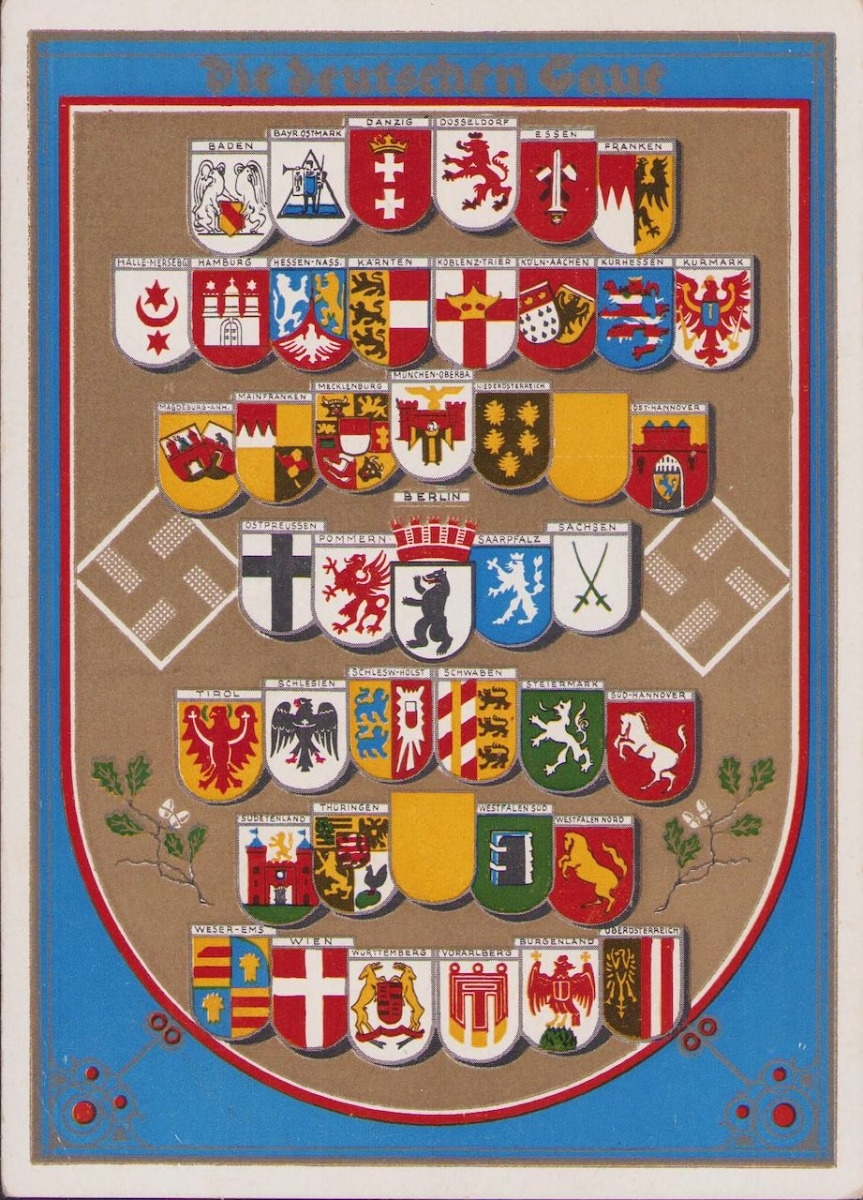
Wapens van de gouwen in 1939

De gouwen van de NSDAP, met aan het hoofd een Gauleiter, werden in 1926 opgericht als partijafdelingen, ingedeeld volgens de kiesdistricten. Hitler koos bewust voor het Germaanse woord Gau, terugverwijzend naar het Duitse rijk in de Frankische tijd. In 1926 werd Joseph Goebbels door Hitler benoemd tot Gauleiter van Groot-Berlijn.
In nazi-Duitsland vormden de gouwen de facto de administratieve indelingen, nadat in 1934 de deelstaten van de Weimarrepubliek zo goed als alle bevoegdheden verloren. De nazi's lieten pro forma de bestuurlijke indeling van de Weimarrepubliek bestaan. De gouwen bestonden dus naast de Duitse deelstaten en de Pruisische provincies; sommige gouwen vielen met een staat of een provincie samen, andere gouwen ontstonden door splitsing of samenvoeging.
De gebieden die vanaf 1938 bij het rijk ingelijfd werden kregen een gelijkaardige structuur. Voor deze nieuwe gouwen gebruikt men de naam rijksgouw. Het verschil met de gouwen in het Altreich is dat in deze veroverde gebieden de gouwleider (Gauleiter) naast partijleider ook de functie van rijksstadhouder (Reichsstatthalter) vervulde.

## Gouwen ontstaan in 1934
| Duitse naam              | Hoofdkwartier              | Gebied |
| ------------------------ | -------------------------- | --- |
| Baden-Elsass             | Karlsruhe                  | Baden en de (toen) Franse Elzas |
| Bayreuth                 | Bayreuth                   | Oostelijk deel van Beieren en delen van Tsjechië, oorspronkelijk onder de naar Bayrische Ostmark, hernoemd in 1942;                               |
| Berlin                   | Berlijn                    | Pruisische provincie Berlijn |
| Köln-Aachen              | Keulen                     | Noordwesten van de Pruisische Rijnprovincie |
| Düsseldorf               | Düsseldorf                 | Noordelijke helft van de Rijnprovincie |
| Ostpreußen               | Koningsbergen              | De gelijknamige Pruisische provincie, en vanaf 1939 ook delen van Polen                                                                           |
| Ost-Hannover             | Lüneburg                   | Noorden en oosten van de Pruisische provincie Hannover                                                                                            |
| Kurhessen                | Kassel                     | Noordelijke helft van de Pruisische provincie Hessen-Nassau                                                                                       |
| Essen                    | Essen                      | Noordelijke punt van de Rijnprovincie |
| Franken                  | Neurenberg                 | Deel van Beieren |
| Halle-Merseburg          | Halle                      | Zuidelijke helft van de Pruisische provincie Saksen                                                                                               |
| Hamburg                  | Hamburg                    | Het land Hamburg |
| Hessen-Nassau            | Frankfurt am Main          | De Volksstaat Hessen en de zuidelijke helft van de Pruisische provincie Hessen-Nassau                                                             |
| Koblenz-Trier            | Koblenz                    | De zuidelijke helft van de Rijnprovincie; in 1942 hernoemd in Moselland na opname van het Groothertogdom Luxemburg                                |
| Niederschlesien          | Breslau                    | De gelijknamige Pruisische provincie |
| Magdeburg-Anhalt         | Dessau                     | De vrijstaat Anhalt en de noordelijke helft van de Pruisische provincie Saksen                                                                    |
| Mainfranken              | Würzburg                   | Een deel van Beieren |
| Mark Brandenburg         |                            | De Pruisische provincie Brandenburg |
| Mecklenburg              | Schwerin                   | Mecklenburg-Strelitz en Mecklenburg-Schwerin |
| München-Oberbayern       | München                    | Deel van Beieren |
| Pommern                  | Stettin                    | De gelijknamige Pruisische provincie Pommeren |
| Saarpfalz                | Neustadt an der Weinstraße | De Beierse Palts en het Pruisische Saarland; in 1940 hernoemd naar Reichsgau Westmark met de bedoeling er delen van Lotharingen aan toe te voegen |
| Sachsen                  | Dresden                    | De gelijknamige staat Saksen |
| Schleswig-Holstein       | Kiel                       | De gelijknamige Pruisische provincie Sleeswijk-Holstein, de vrijstad Lübeck en delen van de vrijstaat Oldenburg                                   |
| Südhannover-Braunschweig | Hannover                   | De vrijstaat Brunswijk en het zuidelijke en westelijke deel van de Pruisische provincie Hannover                                                  |
| Schwaben                 | Augsburg                   | Deel van Beieren |
| Thüringen                | Weimar                     | De gelijknamige staat Thüringen en delen van de Pruisische provincie Saksen                                                                       |
| Oberschlesien            | Kattowitz (vanaf 1939)     | De gelijknamige Pruisische provincie, en vanaf 1939 ook delen van Polen                                                                           |
| Weser-Ems                | Oldenburg                  | De vrijstaat Oldenburg (zonder de afgelegen territoria), de staat Bremen en de westelijke punt van de Pruisische provincie Hannover               |
| Westfalen-Nord           | Münster                    | De vrijstaat Lippe en de noordelijke helft van de Pruisische provincie Westfalen                                                                  |
| Westfalen-Süd            | Dortmund                   | De zuidelijke helft van de Pruisische provincie Westfalen                                                                                         |
| Württemberg-Hohenzollern | Stuttgart                  | De staat Württemberg en de Pruisische provincie Hohenzollern                                                                                      |

## Rijksgouwen vanaf 1938
- Zie rijksgouw

## Buitenlandgouw
Er was ook een buitenlandgouw met de naam Auslandsorganisation voor partijleden in het buitenland. De hoofdzetel daarvan was in Berlijn.